# Вілланова-ді-Кампозамп'єро
Вілланова-ді-Кампозамп'єро (італ. Villanova di Camposampiero, вен. Viłanova de Canposanpiero) — муніципалітет в Італії, у регіоні Венето, провінція Падуя.
Вілланова-ді-Кампозамп'єро розташована на відстані близько 410 км на північ від Рима, 30 км на захід від Венеції, 11 км на північний схід від Падуї.
Населення — 6111 осіб (2014).

## Демографія
Населення за роками:

Станом на 1 січня 2023 року в муніципалітеті офіційно проживали 502 іноземці з 37 країн, серед них 295 громадян країн Євросоюзу та 8 громадян України.

## Сусідні муніципалітети
- Боргорикко
- Камподарсего
- П'яніга
- Санта-Марія-ді-Сала
- Вігонца